# Pink Martini
Pink Martini — музичний гурт, сформований в 1994 році піаністом Томом М. Лодердейлом у Портленді, Орегон. Вокалістка та автор пісень — Чайна Форбс. Учасники гурту називають себе «маленьким оркестром». У своїй творчості вони поєднують різні жанри: елементи джазу, класична, латинська і навіть поп-музики, що створює оригінальний та автентичний стиль виконання.
Дебют гурту відбувся 1997 року на Каннському Кінофестивалі, після чого Pink Martini багато їздили з гастролями по всьому світу, виступаючи навіть з Лос-Анджелеським філармонічним оркестром. Перша студійна робота Pink Martini вийшла 1997 року та отримала назву (англ. Sympathique). Платівка моментально привернула увагу численних меломанів до творчості оркестру й викликала справжній фурор: суміш жанрів і вишукані аранжування не залишилися непоміченими. Наступний альбом «Hang On Little Tomato» вийшов 2004 року, через сім років після виходу дебютної платівки. Музиканти доклали чимало зусиль під час запису й «Hang On Little Tomato» повністю виправдав очікування шанувальників колективу.
Гурт співпрацював із великою кількістю відомих виконавців: Керол Ченнінг, Руфусом Вейнрайтом, Джейн Павелл, з акторським складом Вулиці Сезам, Жоржем Мустакі та іншими.
До альбому «Joy to the world» (2010 року) увійшов «Щедрик» Миколи Леонтовича, який гурт виконав українською мовою.

## Дискографія
- Sympathique (1997)
- Hang On Little Tomato (2004)
- Hey Eugene! (2007)
- Splendor in the Grass (2009)
- Joy to the World (2010)
- A Retrospective (2010)
- 1969 (2011)
- Get Happy (2013)
- Dream a Little Dream (2014)
- Je dis oui! (2016)